# Kenny Nagera
Kenny Nagera (* 21. Februar 2002 in Argenteuil) ist ein französisch-guadeloupischer Fußballspieler, der seit 2025 beim heimischen Zweitligisten AF Rodez unter Vertrag steht.

## Karriere
Nagera begann seine fußballerische Ausbildung beim AF Épinay-sur-Seine. 2015 wechselte er in die Jugendakademie von Paris Saint-Germain. In der Saison 2019/20 kam er jeweils zweimal in der UEFA Youth League und im Coupe Gambardella zum Einsatz. Am Ende der Saison unterzeichnete er seine ersten Profivertrag mit PSG bis Juni 2023. Am 10. April 2021 (32. Spieltag) wurde er gegen Racing Straßburg in der 89. Minute für Kylian Mbappé eingewechselt und gab somit sein Debüt in der Ligue 1. In der gesamten Saison war dies sein einziger Profieinsatz, er stand jedoch zweimal im Spieltagskader der Champions League. Nach der Saison verlängerte Nagera seinen Vertrag um zwei weitere Jahre, bis 2025.
Zur Saison 2021/22 wechselte Nagera für ein Jahr auf Leihbasis zum Zweitligisten SC Bastia. Am 11. August 2021 (3. Spieltag) debütierte er bei einem 1:1-Unentschieden gegen die AS Nancy in der Ligue 2, als er in der Halbzeit eingewechselt wurde. Nach nur sechs Partien in Bastia wurde er zurückgeholt und einen Tag später an den Drittligisten US Avranches verliehen. Dort kam er bis zur Winterpause in 14 Pflichtspielen zum Einsatz und kehrte dann nach Paris zurück. Die Saison 2022/23 verbrachte Nagera leihweise bei der viertklassigen Reservemannschaft des FC Lorient und erzielte dort in 24 Ligaspielen acht Treffer.
Im Sommer 2023 folgte der feste Wechsel zum luxemburgischen Erstligisten FC Differdingen 03. Dort schoss er in 24 Ligaspielen zehn Treffer und gewann mit dem Klub am Ende der Saison die nationale Meisterschaft. Ein Jahr später wurde Nagera dann vom belgischen Zweitliga-Aufsteiger RAAL La Louvière unter Vertrag genommen. Zur Saison 2025/26 wechselte der Stürmer zurück nach Frankreich zum AF Rodez in die Ligue 2.

## Sonstiges
Sein jüngerer Bruder Kemryk (* 2005) spielt seit dem Sommer 2025 beim französischen Drittligisten FC Villefranche Beaujolais.

## Erfolge
- Luxemburgischer Meister: 2024